# Ulex argenteus
Ulex argenteus es una especie de aulaga originaria del sur de Portugal, en las regiones de Algarve y Alentejo, en la península Ibérica. No se han descrito en la vecina España.

## Descripción
Ulex argenteus es un arbusto de crecimiento bajo con una estructura de ramificación abierta. Las ramas, tallos y espinas están densamente cubiertos de pelos cortos y erectos, que le dan a la especie un color plateado. Las espinas son delgadas y rectas o a veces ligeramente arqueadas. El cáliz mide normalmente entre 7,5 y 8,5 mm de largo. 

## Taxonomía
Ulex argenteus es una especie diploide.  Ulex canescens (diploide) y Ulex erinaceus y Ulex subsericeus (ambos poliploides ) se han incluido en Ulex argenteus en el pasado, como subespecies o sinónimos.  Sin embargo, la evidencia filogenética sugiere que no están estrechamente relacionados con U. argenteus.

## Hábitat
La especie se distribuye por el sur de Portugal, creciendo tanto en colinas metamórficas como calcáreas.

## Conservación
La especie tiene un rango de distribución estrecho pero sigue siendo común en hábitats adecuados. Como resultado, se ha evaluado como de preocupación menor. 